# A Q Renkan Awa
A Q Renkan Awa est un jeu vidéo de puzzle sorti en 1995 sur Mega Drive. Le jeu a été édité par C&E et n'a pas été distribué en Europe.